# Dido
Да́йдо Флоріа́н Клауд де Буневіа́ль О'Меллі А́рмстронг (англ. Dido Florian Cloud de Bounevialle O'Malley Armstrong), відома як Dido (ˈdaɪdoʊ) — (нар. 25 грудня 1971) — британська попспівачка.

## Біографія та кар'єра
Народилась в Лондоні. Має наполовину ірландське, наполовину — французьке походження. За віросповіданням католичка. Починала кар'єру в гурті «Faithless». Здобула популярність, коли 2001 року американський репер Емінем використав куплет її пісні «Thank You» з альбому «No Angel» для своєї пісні «Stan», знялася в кліпі на цю пісню. Альбом «No Angel» досяг першої сходинки у британському і кількох європейських чартах.

## Премії
- MTV Europe Music Award (2001)
- кілька NRJ Award, в тому числі в номінації «найкращий новачок» (2002)
- кілька BRIT Award, в тому числі в номінації найкраща артистка серед жінок (2002, 2004)

## Особисте життя
Одружилася з англ. Rohan Gavin у 2010 році. У них є один син, англ. Stanley, який народився в липні 2011 року. Dido каже, що вона є "твердою" прихильницею футбольного клубу Арсенал Прем'єр-ліги.

## Дискографія
- No Angel (1999)
- Life for Rent (2003)
- Safe Trip Home (2008)
- Girl Who Got Away (2013)
- Still on My Mind (2019)